# Coelorinchus matsubarai
Coelorinchus matsubarai är en fiskart som beskrevs av Okamura 1982. Coelorinchus matsubarai ingår i släktet Coelorinchus och familjen skolästfiskar. Inga underarter finns listade i Catalogue of Life.